# Langue SVO
| Ordre                                                     | Résultat en français | Proportion            | Exemples              |
| --------------------------------------------------------- | -------------------- | --------------------- | --------------------- |
| SOV                                                       | il la pomme mange    | 45 %                  | Japonais, latin, turc |
| SVO                                                       | il mange la pomme    | 42 %                  | Français, mandarin    |
| VSO                                                       | mange il la pomme    | 9 %                   | Irlandais, arabe      |
| VOS                                                       | mange la pomme il    | 3 %                   | Malgache, baure       |
| OVS                                                       | la pomme mange il    | 1 %                   | Apalai, hixkaryana    |
| OSV                                                       | la pomme il mange    | {\displaystyle <} 1 % | Warao, vieux norrois  |
| Proportions calculées sur 402 langues par Tomlin (1986),. |                      |                       |                       |

En typologie syntaxique, le français appartient aux langues SVO, le modèle Sujet-Verbe-Objet.
Il s’agit du deuxième ordre le plus fréquent en nombre de langues (488 langues ≈ 35 %).
En termes de population, c’est toutefois l’ordre le plus répandu, car il est utilisé dans les langues les plus parlées au monde (anglais, mandarin…).
Les ordres SOV et SVO représentent ensemble 87 % des langues naturelles.
L’ordre SVO est le plus fréquent dans les langues indo-européennes et parmi les créoles.

## Exemples
Le français est une langue du type SVO (« le chat (S) mange (V) la souris (O) ») ; néanmoins, cet ordre n’est pas toujours le seul possible.

### Français
| Phrase    | Le chat mange la souris. | Le chat mange la souris. | Le chat mange la souris. |
| Mots      | Le chat                  | mange                    | la souris                |
| Partition | Sujet                    | Verbe                    | Objet                    |

### Chinois
| Phrase     | 我买了一本书。        | 我买了一本书。        | 我买了一本书。        |
| Mots       | 我                    | 买了                  | 一本书。              |
| Glose      | J'                    | ai acheté             | un livre              |
| Partition  | Sujet                 | Verbe                 | Objet                 |
| Traduction | J'ai acheté un livre. | J'ai acheté un livre. | J'ai acheté un livre. |

## Utilisation majeure
Toutes les langues créoles, même quand elles viennent exclusivement de langues non-VSO.
Langues indo-européennes : cet ordre est le plus fréquent dans cette famille et est utilisé, notamment, par l'anglais, le bosnien, le bulgare, l'espagnol, le français, l'italien, le grec, le cachemiri, le letton, le polonais, le suédois, le russe et l'ukrainien.
Langues afro-asiatiques : le haoussa.
Langues amérindiennes : le guarani et le quiché.
Langues austroasiatiques : le khmer et le vietnamien.
Langues austronésiennes : l'indonésien et le javanais.
Langues caucasiennes : le géorgien.
Langues polynésiennes : le rotuman.
Langues nigéro-congolaises : le luganda, le swahili et le yoruba.
Langues sino-tibétaines : le chinois.
Langues tai-kadai : le thaï.
Langues construites : l'espéranto, le pandunia (verbes en -a)
Pour une liste complète, voir la catégorie:Langue SVO.

## Utilisation mineure

### Espagnol
Bien qu'appartenant aux langues de type SVO, l'espagnol, dans de nombreux cas, omet le sujet. Le verbe est alors porteur à la fois du sujet, du mode et du temps, ce qui réduit la phrase à un verbe (V), suivi de son objet (O). De plus, l'espagnol utilise énormément les « sujets réels », qui suivent presque toujours le prédicat (Me gustan los coches / Le gustan los coches / A él/ella le gustan los coches – J'aime les voitures » « Il/Elle aime les voitures » « Les voitures lui plaisent » (Lui se référant à él/ella) - Le verbe s'accordant avec l'objet de la phrase « Los coches » et non avec le sujet « me »).
Bien que la langue ait été originellement SVO, l'espagnol se comporte davantage comme une langue VSO ou VOS à cause du grand nombre de verbes s'accordant avec l'objet mais étant réfléchis vers le destinataire de l'action décrite (Gustarle algo a alguien – « Lui plaire quelque chose à quelqu'un » (VOS)).[réf. souhaitée]

### Français
Les phrases en français sont relativement inflexibles parce que l’ordre des mots joue un rôle très important en identifiant quel mot est le sujet et quel mot est l’objet direct. Par exemple, les phrases « Le pêcheur mange le poisson. » et « Le poisson mange le pêcheur. » veulent dire deux choses complètement différentes.
Dépendant de la langue, l’ordre grammatical peut varier et être plus ou moins libre. Aucune langue n'est totalement libre ou fixe à tous les niveaux. En français l’ordre des mots dans les phrases S-V-O exprime les fonctions syntaxiques.
Dans la forme SVO, l'acteur est devant, l'action de transition au milieu et le récepteur/subisseur ensuite. Ainsi, le verbe sépare clairement les deux parties nominales de la phrase, à l'image d'un graphe : acteur → relation-verbe ← patient. Pour la plupart des auteurs classiques (point d'apothéose de cette façon de voir avec Antoine Rivarol : Discours sur l'universalité de la langue française), cela donne plus de logique à la langue.
Cependant, certains trouvent ce genre de raisonnement hâtif et n'estiment cet ordre plus logique pour les francophones que parce qu'ils en ont l'habitude. D'ailleurs, bien que le français ait généralement l'ordre SVO, cette typologie ne s'applique pas systématiquement, surtout avec les pronoms (Il les adore [SOV]) ou les subordonnées ([...] qu'a fait untel. [OVS]).

### Contre-exemple: le latin
Le latin est à l’inverse une langue flexionnelle dont la syntaxe repose essentiellement sur les déclinaisons. Les fonctions grammaticales (sujet, objet, complément) y sont marquées par les désinences et non par la place dans la phrase.
L’ordre des mots y est donc relativement libre, et sert surtout à des effets stylistiques ou rythmiques.
➤ Ainsi, le latin n’est pas classable comme langue SVO ou SOV au sens strict, car l’ordre des mots n’y détermine pas la fonction syntaxique.Les phrases « Agnum es lupus. » et « Lupus es agnum. » ont ainsi le même sens grammatical malgré un ordre des mots différent. L’ordre des mots ne définit donc pas les fonctions syntaxiques dans cette langue.